# Annamaria Cancellieri
Annamaria Cancellieri (ur. 22 października 1943 w Rzymie) – włoska urzędniczka administracji publicznej, minister spraw wewnętrznych w rządzie Mario Montiego i minister sprawiedliwości w rządzie Enrica Letty.

## Życiorys
Ukończyła studia z zakresu nauk politycznych na Uniwersytecie Rzymskim – La Sapienza. W 1972 została zatrudniona w Ministerstwie Spraw Wewnętrznych. Od 1993 do 2009 zajmowała stanowiska prefekta (urzędnika danej prowincji odpowiedzialnego za sprawy bezpieczeństwa i porządku) w kolejnych prefekturach w Vicenzy, Bergamo, Brescii, Katanii i Genui. Później pełniła funkcję specjalnego komisarza na Sycylii i w Bolonii.
16 listopada 2011 został ministrem spraw wewnętrznych w rządzie, na czele którego stanął Mario Monti. Zakończyła urzędowanie 28 kwietnia 2013, obejmując stanowisko ministra sprawiedliwości w gabinecie Enrica Letty. Z rządu odeszła 22 lutego 2014.
Odznaczona Krzyżami Oficerskim (1992), Komandorskim (1993) i Wielkim (2001) Orderu Zasługi Republiki Włoskiej.